# Piatra Neamț
Piatra Neamţ là một thành phố România. Thành phố thuộc hạt Neamţ. Đây là thành phố lớn thứ 24 quốc gia này. Thành phố Piatra Neamţ có dân số 105.499 người (theo điều tra dân số năm 2002), diện tích km2. Thành phố có độ cao 345 mét trên mực nước biển.